# Agente di pubblica sicurezza
Agente di pubblica sicurezza è una qualifica attribuita in Italia a soggetti appartenenti all'autorità di pubblica sicurezza.

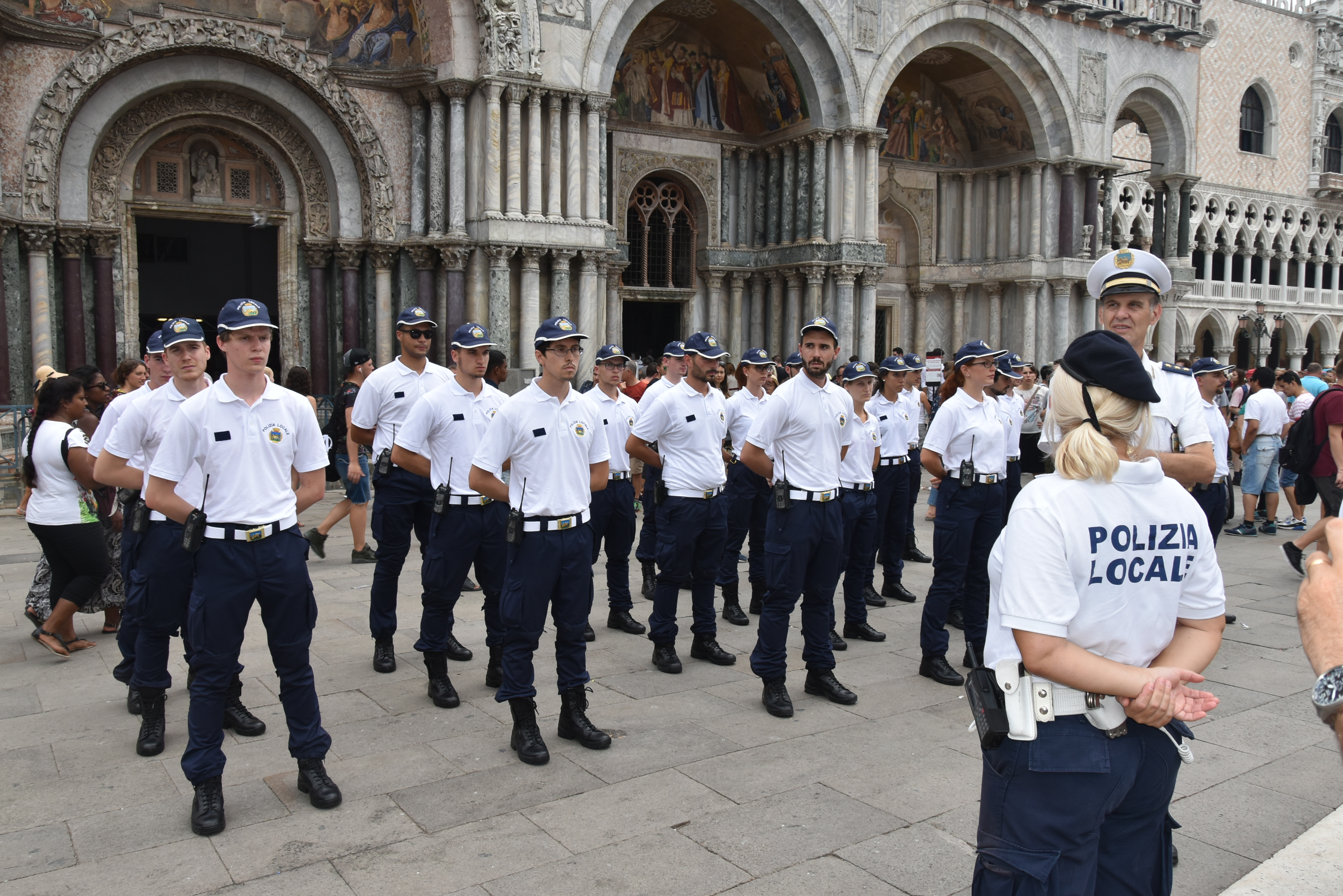
Polizia locale

## I soggetti
Gli agenti di pubblica sicurezza sono definiti tali ai sensi dagli articoli 17 18 e 43 del regio decreto 31 agosto 1907, n. 690, che elenca i vari tipi, comprendendoi appartenenti alla Polizia di Stato, all'Arma dei Carabinieri, alla Guardia di Finanza, alla Polizia Penitenziaria e, nelle regioni a statuto speciale, ai vari Corpi Forestali regionali stabilendo contestualmente che gli ufficiali di pubblica sicurezza si considerano in servizio permanente. Sono inoltre agenti anche i soggetti individuati come tali in base a norme ulteriori, come i membri della polizia locale in Italia e del Corpo nazionale dei vigili del fuoco.
Sono altresì da considerarsi tali gli agenti, i sottufficiali e gli ufficiali delle Compagnie Barracellari della Regione Autonoma della Sardegna, sulla base del Regio Decreto n. 403 del 14 luglio 1898 e della Legge Regionale n.25 del 15 luglio 1988. Sono pure agenti di pubblica sicurezza le Guardie Boschive, Campestri, Daziarie ed altre dei Comuni nominate in forza di regolamenti, riconosciute dalle forme di legge e nominate dal Prefetto, come stabilito dal R.D.L. 30 giugno 1914 n. 563 che disciplinava l'art. 44 del testo unico della legge sugli ufficiali ed agenti di pubblica sicurezza, anche queste guardie sono munite della qualifica secondo la legge 2 luglio 2002 n. 133.
A sensi del decreto legge 6 maggio 2002, n. 83, convertito con modificazioni dalla Legge 2 luglio 2002, n. 133 , la qualifica di agente di pubblica sicurezza può essere conferita, in modo eccezionale e temporaneo, ai conducenti di veicoli in uso ad alte personalità che rivestono incarichi istituzionali di governo. Inoltre ai sensi del decreto-legge 23 maggio 2008, n. 92 - convertito in legge 24 luglio 2008, n. 125 - per esigenze specifiche ed eccezionali di prevenzione della criminalità, ove risulti un maggiorn controllo del territorio anche il personale in servizio presso le forze armate italiane può essere chiamato a svolgere funzioni di polizia, attribuendo agli appartenenti la qualifica di agente di pubblica sicurezza.

## L'attribuzione della qualifica
L'attribuzione della qualifica di agente di pubblica sicurezza è prevista dal testo unico della legge sugli ufficiali ed agenti di pubblica sicurezza; i requisiti sono previsti dall'art. 4 bis del regio decreto 6 maggio 1940, n. 635:
- essere maggiorenni;
- essere in possesso del diploma di scuola media inferiore;
- non avere subito condanna a pena detentiva per delitto non colposo e non essere stato sottoposto a misura di prevenzione;
- avere il godimento dei diritti civili e politici.

Lo stesso art. 4-bis dispone che: 
e inoltre:
L'attribuzione della qualità di Agente di pubblica sicurezza è revocata, previa contestazione e nel rispetto de principio del contraddittorio, qualora venga a mancare taluno dei requisiti prescritti, ed è sospesa nei casi in cui la legge prevede la sospensione dal servizio o, comunque, quando nei confronti dell'interessato è adottato un provvedimento restrittivo della libertà personale.
Le disposizioni del presente articolo, si osservano in tutti i casi in cui disposizioni di legge o di regolamento rimettono all'autorità amministrativa il riconoscimento della qualità di Agente di pubblica sicurezza, fatte salve le disposizioni in vigore per la polizia municipale.»
L'art. 5 decreto legge 6 maggio 2002 n. 83, convertito in legge 2 luglio 2002 n. 133, ha ribatido circa l'attribuzione della qualità di agente di pubblica sicurezza:

## Il porto d'armi
Riguardo al porto d'armi, l'art. 73 del R.D. 6 maggio 1940, n. 635 stabilisce:
Gli agenti di pubblica sicurezza, contemplati dagli artt. 17 e 18 della legge 31 agosto 1907, numero 690, portano, senza licenza, le armi di cui sono muniti, a termini dei rispettivi regolamenti.
Gli agenti di pubblica sicurezza, riconosciuti a norma dell'art. 43 della legge 31 agosto 1907, numero 690, o di disposizioni speciali, possono portare, senza licenza, le armi di cui al capoverso precedente, soltanto durante il servizio o per recarsi al luogo ove esercitano le proprie mansioni e farne ritorno, sempre quando non ostino disposizioni di legge.
La facoltà di portare le armi senza licenza è attribuita soltanto ai fini della difesa personale.»
Gli art. 42 e 43 del R.D. 635/1940 prevedono le ipotesi speciali per alcuni tipi di manifestazioni pubbliche, durante le quali è vietato portare munizioni.

## Gli agenti di polizia locale
I corpi e servizi di polizia locale in Italia restano disciplinati dalla legge quadro 7 marzo 1986 n. 65, ed in particolare dall'art. 5, ai quali il Prefetto conferisce al suddetto personale, previa comunicazione del sindaco o del presidente della provincia (per la polizia provinciale), la qualifica di agente di pubblica sicurezza, dopo aver accertato il possesso dei seguenti requisiti:
- godimento dei diritti civili e politici;
- non aver subito condanna a pena detentiva per delitto non colposo o non essere stato sottoposto a misura di prevenzione;
- non essere stato espulso dalle forze armate italiane o da corpi militarmente organizzati o destituito dai pubblici uffici.

Il prefetto, sentito il sindaco o il presidente della provincia, dichiara la perdita della qualità di agente di pubblica sicurezza qualora accerti il venir meno di alcuno dei suddetti requisiti. Nell'esercizio delle funzioni di agente di pubblica sicurezza, il personale della polizia locale, municipale e provinciale è a disposizione rispettivamente del sindaco o del presidente della provincia e dipende operativamente dalla competente autorità di pubblica sicurezza, nel rispetto di eventuale protocollo d'intesa stabilito fra questa autorità e il sindaco o il presidente della provincia. I corpi di polizia locale svolgono funzioni ausiliarie di pubblica sicurezza e partecipano ai vari servizi di ordine pubblico sotto le dipendenze funzionali dell'autorità di pubblica sicurezza.
Gli addetti al servizio di polizia locale ai quali è conferita la qualità di agente di pubblica sicurezza possono, previa deliberazione in tal senso del consiglio, portare, senza licenza, le armi di cui possono essere dotati in relazione al tipo di servizio nei termini e nelle modalità previsti dai rispettivi regolamenti, anche fuori dal servizio, purché nell'ambito territoriale dell'ente di appartenenza e nei casi previsti dalla normativa.
La giurisprudenza, del resto, è consolidata circa le funzioni di pubblica sicurezza della polizia municipale: la caratterizzazione di ausiliarietà è legata in via precipua alla funzione in senso generale, e non si riferisce alla figura del singolo agente di polizia municipale (Cons. Stato, IV, 30 settembre 2002 n. 4982).

## Il corpo nazionale dei vigili del fuoco
Il personale del Corpo Nazionale dei Vigili del Fuoco, sia permanente che volontario, nell'esercizio delle proprie funzioni, gode della qualifica di agente pubblica sicurezza, secondo quanto previsto dall'articolo 8 comma 1 della legge 27 dicembre 1941, n. 1570.

## Le compagnie barracellari
Il personale delle Compagnie Barracellari, nell'esercizio delle proprie funzioni è titolare della qualifica di agente di pubblica sicurezza conferita dal Prefetto e sulla base del Regio Decreto n. 403 del 14 luglio 1898 e della Legge Regionale n.25 del 15 luglio 1988. A differenza degli altri corpi di polizia locale, non si può essere barracello se la Prefettura non conferisce la qualifica di agente di pubblica sicurezza, per la quale è necessario il possesso dei seguenti requisiti:
- maggiore età;
- godimento dei diritti civili e politici;
- non aver subito condanna a pene detentive per delitto non colposo e non essere stato sottoposto a misura di prevenzione;
- non essere stato espulso dalle forze armate o da corpi militarmente organizzati o destituito dai pubblici uffici;

Il Prefetto dichiara la perdita della qualità di agente di pubblica sicurezza qualora accerti il venir meno di alcuno dei suddetti requisiti. Nell'esercizio delle funzioni di agente di pubblica sicurezza, il barracello è a disposizione del Sindaco e dipende operativamente dalla competente autorità di pubblica sicurezza, nel rispetto dei protocolli d'intesa stabiliti fra questa autorità e il Sindaco. l barracelli, svolgono funzioni ausiliarie di pubblica sicurezza e possono partecipare ai ari servizi di ordine pubblico sotto le dipendenze funzionali dell'autorità di pubblica sicurezza.
I "barracelli" portano, senza licenza, le armi di cui possono essere dotati nei termini e nelle modalità stabilite nel Decreto Prefettizio di nomina ad agente di pubblica sicurezza, limitatamente al servizio ed esclusivamente nell'ambito territoriale dell'ente di appartenenza e nei casi previsti dalla normativa vigente.